# One Survivor Remembers
One Survivor Remembers is een Amerikaanse documentaire uit 1995 geregisseerd door Kary Antholis.
In de film vertelt Gerda Weissmann Klein hoe zij de Holocaust overleefde. De film won de Oscar voor beste korte documentaire en werd in 2012 toegevoegd aan de National Film Registry.